# Juan Fusé

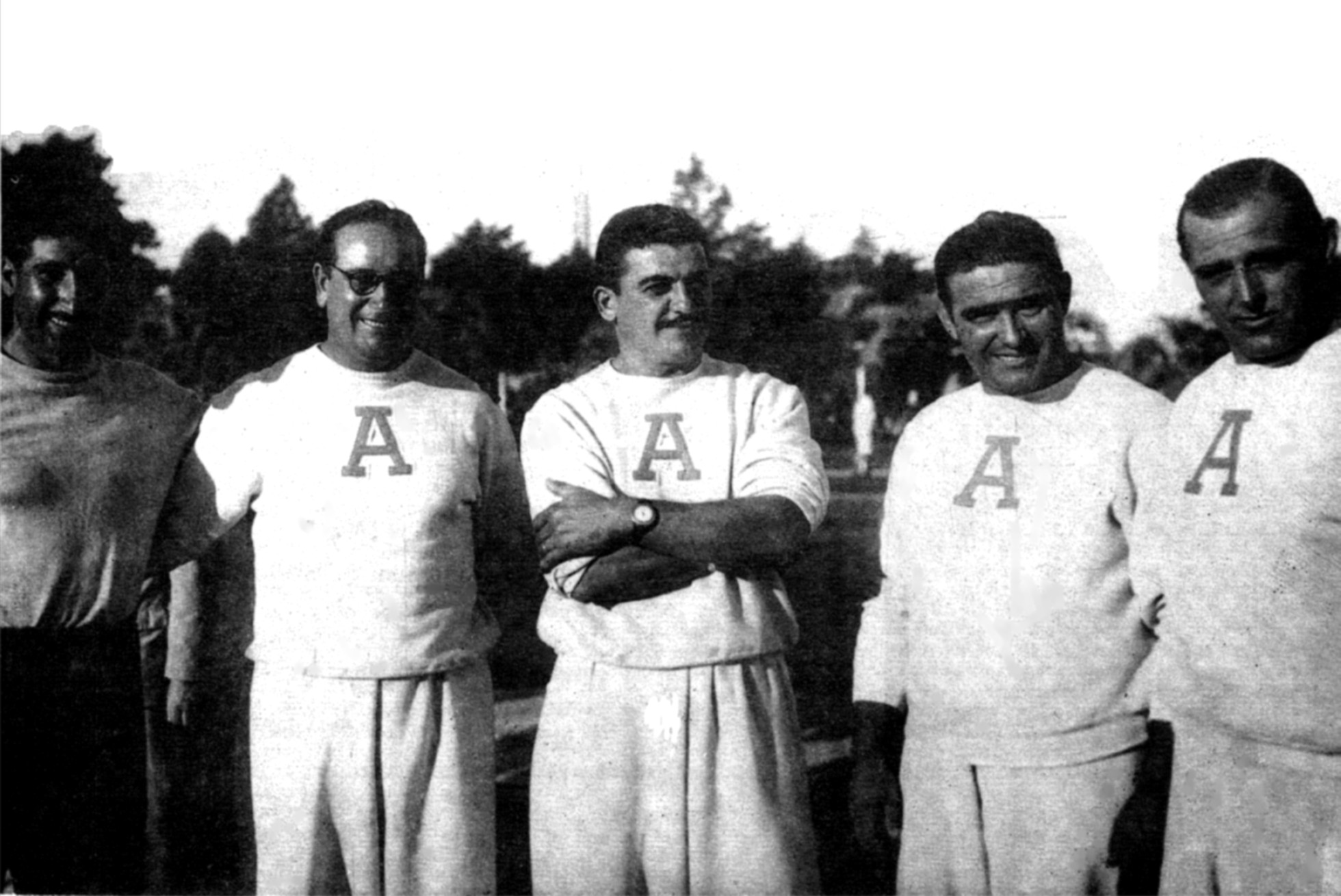
Juan Fusé (2. von rechts) mit seinen Mannschaftskameraden bei den Südamerikameisterschaften 1945

Juan Fusé Fassi (* 21. Februar 1905 in Junín; † 31. Oktober 1984 ebenda) war ein argentinischer Leichtathlet, der bei Südamerikameisterschaften zwei Gold-, drei Silber- und zwei Bronzemedaillen im Hammerwurf gewann.
Der 1,77 Meter große Fusé belegte bei den Südamerikameisterschaften 1931 mit 42,38 Metern den fünften Platz, war aber in diesem Wettkampf hinter Federico Kleger und Alfredo Wismer nur drittbester Argentinier. 1933 gewann er mit 45,00 Metern Bronze hinter Kleger und dem Chilenen Antonio Barticevic. In diesem Wettkampf warf Kleger mit 53,51 Metern eine Weite, an die Fusé in seiner ganzen Karriere nicht herankommen sollte; Fusés Bestleistung von 52,67 Metern stammt aus dem Jahr 1940. 
1937 siegte der Brasilianer Assis Naban, hinter Kleger belegte Fusé mit 48,38 Metern wie vier Jahre zuvor den dritten Platz. 1939 in Lima gewann Fusé mit 49,77 Metern erstmals den Titel. 1941 belegte er mit 48,98 Metern hinter Naban den zweiten Platz, 1943 gewann er mit 46,06 Meter Silber hinter seinem Landsmann Manuel Etchepare. Erst im Alter von 40 Jahren konnte er bei den Südamerikameisterschaften 1945 in Montevideo mit 48,33 Metern einen zweiten Titel erkämpfen. Seine letzte Medaille erhielt Fusé 1947, als er mit 47,95 Metern hinter dem Chilenen Edmundo Zúñiga den zweiten Platz belegte.  
Mit 43 Jahren debütierte Fusé 1948 in London bei Olympischen Spielen und erreichte mit 46,95 Metern den 20. Platz in der Qualifikation. Nach einem vierten Platz bei den Südamerikameisterschaften 1949 konnte Fusé auch bei den ersten Panamerikanischen Spielen 1951 in Buenos Aires den vierten Platz belegen.